# Tourville-en-Auge
Tourville-en-Auge är en kommun i departementet Calvados i regionen Normandie i norra Frankrike. Kommunen ligger i kantonen Pont-l'Évêque som ligger i arrondissementet Lisieux. År 2022 hade Tourville-en-Auge 258 invånare.

## Befolkningsutveckling
Antalet invånare i kommunen Tourville-en-Auge
Referens:INSEE